# Frauenwand
La Frauenwand est une montagne qui s’élève à 2 541 m d’altitude dans les Alpes de Zillertal, en Autriche.